# Бутенев, Иван Петрович
Иван Петрович Бутенев (1802—1836) — капитан 2-го ранга, герой Наваринского сражения.

## Биография
Родился 26 декабря 1802 года, сын Каширского городничего Петра Семёновича Бутенева и его жены Александры Васильевны урождённой Спафарьевой.
Образование получил в Морском кадетском корпусе (МКК), в 1817 году был произведён в гардемарины. В этом же году с мая по сентябрь находился в своём первом практическом плавании на бриге «Феникс». Также в этом плавании находились лучшие воспитанники МКК, назначенные на бриг по воле Государя: трёхкампанцы П. Станицкий, П. Нахимов, З. Дудинский, Н. Фофанов и двукампанцы П. Новосильский, С. Лихонин, В. Даль, Д. Завалишин, И. Адамович, А. П. Рыкачёв, Ф. Колычев.
23 февраля 1820 года выпущен из МКК с производством в мичманы Балтийского флота. Назначен на галиот «Факел», находился в плавании между Кронштадтом и Ригой. В 1821 году Бутенев на транспорте «Хвостов» плавал в Финском заливе, в 1822—1825 годах совершил кругосветное плавание на Камчатку на фрегате «Крейсер», под командой капитана М. П. Лазарева, по возвращении в 1825 году награждён орденом Св. Анны 3-й степени.
В 1826 году на корабле «Азов» перешёл из Архипелага в Кронштадт и 30 декабря того же года произведён в лейтенанты флота. В 1827 году Бутенев на том же корабле перешёл из Кронштадта в Портсмут, присоединился там к эскадре контр-адмирала графа Л. П. Гейдена и, прибыв в её составе в Архипелаг, участвовал в Наваринской битве. Потерял правую руку, оторванную ядром, продолжая командовать[прояснить]. Перенес ампутацию. За отличие в этом сражении Бутенев был произведён в чин капитан-лейтенанта и 21 декабря 1827 года награждён орденом Св. Георгия 4-го класса (№ 4140 по кавалерскому списку Григоровича — Степанова)
За отличие в Наваринском сражении, где командовал шканечными орудиями корабля «Азов» и потерял правую руку, оторванную по плечо ядром.
В 1828 и 1829 годах он, командуя бригом «Ахиллес», крейсировал в Архипелаге и Средиземном море, ходил к Константинополю, но заболел и вернулся в Кронштадт. Оправившись от болезни, Бутенев сопровождал на пароходе «Ижора» прусского принца от Кронштадта до Штеттина, а вскоре получил орден св. Владимира 4-й степени.
В 1831—1833 годах Бутенев, командуя бригом «Парис», перешёл из Кронштадта в Архипелаг, оттуда в Одессу и обратно в Архипелаг, и затем в Константинополь. Посетив Египет, собрал немалую коллекцию древностей. 8 февраля 1833 года Бутенев был назначен в флигель-адъютанты свиты Его Величества и награждён орденом Св. Станислава 3-й степени, а от турецкого султана — золотой медалью.
30 августа 1834 года произведён за отличие в капитаны 2-го ранга и назначен командиром 12-го флотского экипажа и корабля «Память Азова».
Бутеневу принадлежит несколько статей по вопросам военно-морского дела.
Умер в Санкт-Петербурге 5 марта 1836 года, похоронен на Тихвинском кладбище Александро-Невской лавры, из списков исключён 11 марта.
Его братья: Аполлинарий (1787—1866, действительный тайный советник, дипломат, член Государственного совета Российской империи), Владимир (1795—1862, генерал-майор), Леонтий (1797—1852), Николай (1798—1816).